# Kerstin Gier

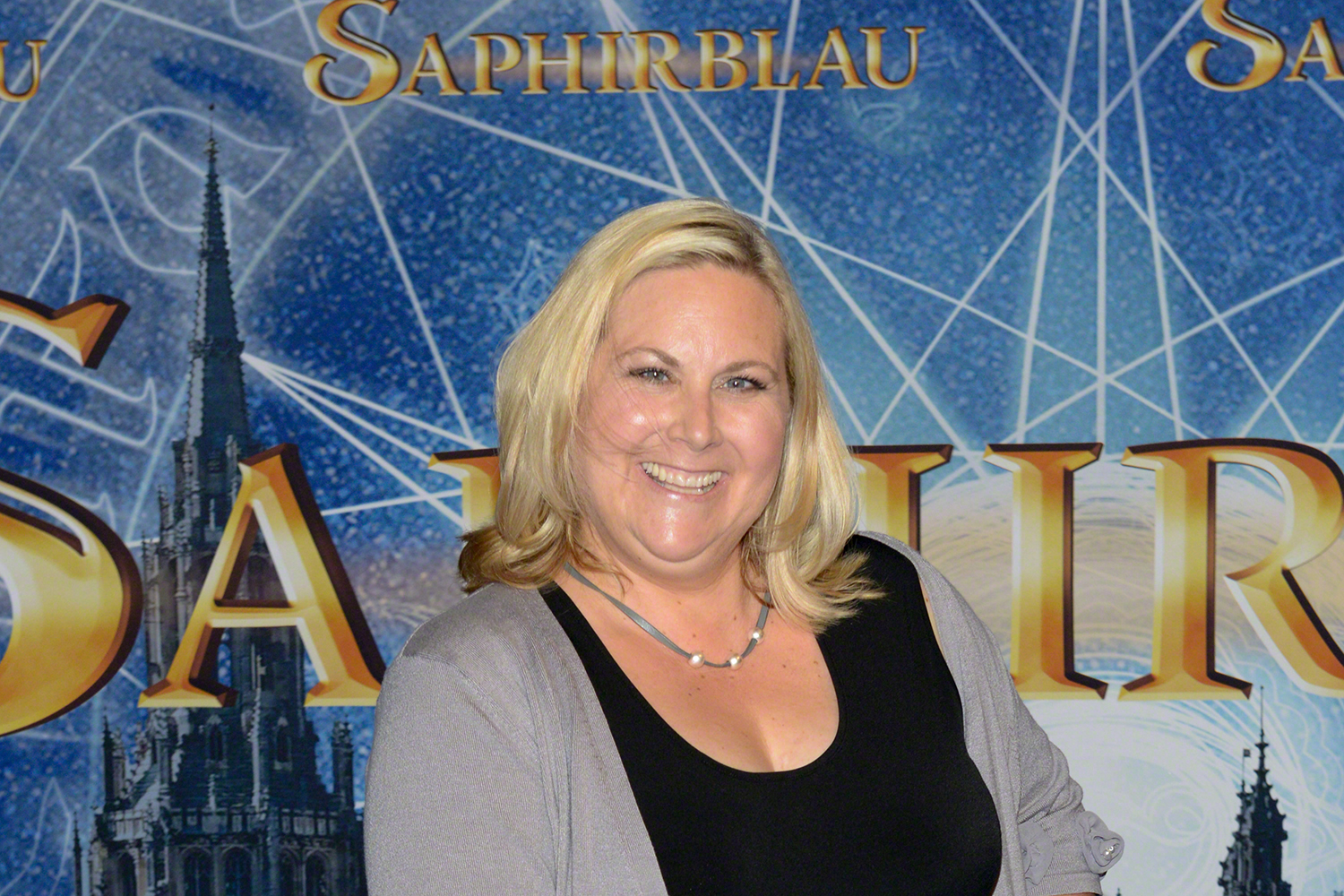
Kerstin Gier auf der Premiere des Films Saphirblau. (2014)

Kerstin Gier (* 8. Oktober 1966 bei Bergisch Gladbach), Pseudonyme Jule Brand und Sophie Bérard, ist eine deutsche Schriftstellerin, die überwiegend Frauenliteratur und Fantasy-Jugendbücher verfasst.

## Leben
Kerstin Gier studierte Germanistik, Musikwissenschaften und Anglistik, bevor sie zur Betriebspädagogik und Kommunikationspsychologie wechselte und als Diplom-Pädagogin abschloss. Nach mehreren Beschäftigungen begann sie 1995, Frauenromane zu schreiben. Sie wohnt mit ihrem Mann und ihrem Sohn in Kürten.

## Literarisches Wirken
Ihr erstes Buch Männer und andere Katastrophen (1996) wurde mit Heike Makatsch in der Hauptrolle 1999 verfilmt. Mit der dreibändigen Reihe über die Abenteuer von Gwendolyn und Gideon in London (Rubinrot, Saphirblau und Smaragdgrün) verfasste sie erstmals einen Jugend- und Fantasyroman, der bereits nach Erscheinen hohe Platzierungen auf der Spiegel-Bestsellerliste erreichte. Am 20. Juni 2013 wurde der Bestseller Silber-Trilogie veröffentlicht, bei der sich jeder Band auf Rang eins der Spiegel-Bestsellerliste platzieren konnte. 2017 erschien die Romanverfilmung Auf der anderen Seite ist das Gras viel grüner. Im September 2021 stieg der Auftaktband Was man bei Licht nicht sehen kann der Fantasy-Trilogie Vergissmeinnicht bei Erscheinen auf Rang eins der Spiegel-Bestsellerliste in der Kategorie Hardcover Belletristik ein.

## Auszeichnungen
- 2013: LovelyBooks Leserpreis als Beliebtester LovelyBooks Autor und in der Kategorie Jugendbuch für Silber – Das erste Buch der Träume
- 2014: LovelyBooks Leserpreis als Beliebtester LovelyBooks Autor und in der Kategorie Jugendbuch für Silber – Das zweite Buch der Träume
- 2015: LovelyBooks Leserpreis in den Kategorien Jugendbuch und Bestes Buchcover für Silber – Das dritte Buch der Träume
- 2017: LovelyBooks Leserpreis in der Kategorie Jugendbuch für Wolkenschloss
- 2021: LovelyBooks Leserpreis Gold in der Kategorie Jugendbuch – Fantasy und Bestes Buchcover für Vergissmeinnicht – Was man bei Licht nicht sehen kann[3] (Illustratorin: Eva Schöffmann-Davidov).[4]
- 2023: LovelyBooks Community Award Gold für Vergissmeinnicht – Was bisher verloren war in der Kategorie Jugendbuch – Fantasy und in der Kategorie Bestes Buchcover (Illustratorin: Eva Schöffmann-Davidov).[5]

## Werke (Auswahl)
Sämtliche Romane für Erwachsene wurden in der Verlagsgruppe Lübbe in Bergisch Gladbach (seit 2010 Köln) veröffentlicht. Die Jugendbücher erscheinen häufig bei Arena, die Silber-Trilogie im Fischer FJB Verlag. Mehrere Romane wurden ins Tschechische und Litauische übersetzt.

### Kleinserien
1. Die Braut sagt leider nein. Bastei Lübbe, Bergisch Gladbach 1997, ISBN 978-3-404-16159-1.
2. Ein unmoralisches Sonderangebot. Bastei Lübbe, Bergisch Gladbach 2008, ISBN 978-3-404-16255-0.

#### Judith Raabe
1. Männer und andere Katastrophen. Bastei Lübbe, Bergisch Gladbach 1996, ISBN 978-3-404-16152-2.
2. Fisherman’s Friend in meiner Koje. Bastei Lübbe, Bergisch Gladbach 1998, ISBN 978-3-404-16172-0.

#### Mütter-Mafia
1. Die Mütter-Mafia. Bastei Lübbe, Bergisch Gladbach 2005, ISBN 978-3-404-15296-4.
2. Die Patin. Bastei Lübbe, Bergisch Gladbach 2006, ISBN 978-3-404-15462-3.
3. Gegensätze ziehen sich aus. Bastei Lübbe, Bergisch Gladbach 2009 ISBN 3-404-15906-3.
4. Die Mütter-Mafia und Friends. Bastei Lübbe, Köln 2011 ISBN 978-3-404-16043-3.

#### Einzelbände
- Die Laufmasche. 17 gute Gelegenheiten, den Traummann zu verpassen. Bastei Lübbe, Bergisch Gladbach 1997, ISBN 978-3-404-16178-2.
- Lügen, die von Herzen kommen. Bastei Lübbe, Bergisch Gladbach 2007, ISBN 978-3-404-16236-9.
- Für jede Lösung ein Problem. Bastei Lübbe, Bergisch Gladbach 2007, ISBN 978-3-404-15614-6.
- Ach, wär ich nur zu Hause geblieben. Bastei Lübbe, Bergisch Gladbach 2007, ISBN 978-3-404-15711-2.
- Ehebrecher und andere Unschuldslämmer. Bastei Lübbe, Bergisch Gladbach 2007, ISBN 978-3-404-14407-5.
- In Wahrheit wird viel mehr gelogen. Bastei Lübbe, Bergisch Gladbach 2009, ISBN 978-3-7857-6014-7.
- Auf der anderen Seite ist das Gras viel grüner. Bastei Lübbe, Köln 2011, ISBN 978-3-7857-6050-5.

### Jugendbücher

#### Edelstein-Trilogie
1. Rubinrot. Arena, Würzburg 2009, ISBN 978-3-401-06334-8. (Verfilmung)
2. Saphirblau. Arena, Würzburg 2010, ISBN 978-3-401-06347-8. (Verfilmung)
3. Smaragdgrün. Arena, Würzburg 2010, ISBN 978-3-401-50602-9 . (Verfilmung) (Buch: Platz 1 der Spiegel-Bestsellerliste vom 20. Dezember 2010 bis zum 2. Januar 2011)

#### Silber-Trilogie
1. Silber. Das erste Buch der Träume. Fischer FJB, Frankfurt am Main 2013, ISBN 978-3-8414-2105-0; als Hörbuch, gelesen von Simona Pahl (8 CDs – 9 Stunden 35 Minuten), Argon, Berlin 2013, ISBN 978-3-8398-4050-4.
2. Silber. Das zweite Buch der Träume. Fischer FJB, Frankfurt am Main 2014, ISBN 978-3-8414-2167-8. (Platz 1 der Spiegel-Bestsellerliste vom 7. Juli bis zum 3. August 2014)
3. Silber. Das dritte Buch der Träume. Fischer FJB, Frankfurt am Main 2015, ISBN 978-3-8414-2168-5. (Platz 1 der Spiegel-Bestsellerliste vom 17. bis zum 23. Oktober 2015)

#### Vergissmeinnicht-Trilogie
1. Vergissmeinnicht – Was man bei Licht nicht sehen kann. Fischer, Frankfurt am Main 2021, ISBN 978-3-949465-00-0.[6]
2. Vergissmeinnicht – Was bisher verloren war. Fischer, Frankfurt am Main 2023, ISBN 978-3-949465-09-3.
3. Vergissmeinnicht – Was die Welt zusammenhält. Fischer, Frankfurt am Main 2024, ISBN 978-3-949465-19-2.

#### Einzelbände
- Jungs sind wie Kaugummi – süß und leicht um den Finger zu wickeln. Arena, Würzburg 2009, ISBN 978-3-401-50420-9.
- Wolkenschloss. Fischer, Frankfurt am Main 2017, ISBN 978-3-8414-4021-1.

### Erschienen unter Jule Brand
- Ein Single kommt selten allein. Bastei Lübbe, Bergisch Gladbach 1996, ISBN 3-404-12531-2.
- Liebe im Nachfüllpack. Bastei Lübbe, Bergisch Gladbach 1996, ISBN 3-404-12563-0.
- So angelt man sich einen Typ. Bastei Lübbe, Bergisch Gladbach 1997, ISBN 3-404-12615-7.
- 3 Männer sind einer zuviel. Bastei Lübbe, Bergisch Gladbach 1997, ISBN 3-404-12639-4.
- Lügen haben schöne Beine. Bastei Lübbe, Bergisch Gladbach 1998, ISBN 3-404-12843-5.
- Sex zu zweit, das geht zu weit. Bastei Lübbe, Bergisch Gladbach 1999, ISBN 3-404-16188-2.
- Herrchen gesucht. Bastei Lübbe, Bergisch Gladbach 1997, ISBN 3-404-12683-1.
- Sag nicht, ich hätte dich nicht gewarnt! Bastei Lübbe, Bergisch Gladbach 1997, ISBN 3-404-12795-1.
- Küsse niemals deinen Boss. Bastei Lübbe, Bergisch Gladbach 1997, ISBN 3-404-12711-0.
- Macho verzweifelt gesucht. Bastei Lübbe, Bergisch Gladbach 1998, ISBN 3-404-12858-3.
- Gigolo im Handgepäck. Bastei Lübbe, Bergisch Gladbach 1998, ISBN 3-404-12832-X.
- Herzattacken. Bastei Lübbe, Bergisch Gladbach 1998, ISBN 3-404-12778-1.
- Schluss mit lustig. Bastei Lübbe, Bergisch Gladbach 1999, ISBN 3-404-12941-5.
- Zur Hölle mit den guten Sitten! Bastei Lübbe, Bergisch Gladbach 1999, ISBN 3-404-12919-9.
- Sektfrühstück mit einem Unbekannten. Bastei Lübbe, Bergisch Gladbach 1999, ISBN 3-404-16194-7.
- Der Teufel und andere himmlische Liebhaber. Bastei Lübbe, Bergisch Gladbach 2001, ISBN 3-404-14512-7.

### Erschienen unter Sophie Bérard
- Lavendelnächte. Provence-Roman. Bastei Lübbe, Bergisch Gladbach 2001, ISBN 3-404-14615-8.
- Vom Himmel ins Paradies. Provence-Roman. Bastei Lübbe, Bergisch Gladbach 2002, ISBN 3-404-14698-0.

## Verfilmungen
- 1999: Männer und andere Katastrophen[7] (Fernsehfilm)
- 2013: Rubinrot[8]
- 2014: Die Mütter-Mafia[9] (Fernsehfilm)
- 2014: Saphirblau[10]
- 2015: Die Müttermafia-Patin[11] (Fernsehfilm)
- 2016: Smaragdgrün[12]
- 2017: Auf der anderen Seite ist das Gras viel Grüner[13]
- 2017: Für jede Lösung ein Problem[14] (ZDF-Fernsehfilm)
- 2017: Die Braut sagt leider nein[15] (ZDF-Fernsehfilm)
- 2018: Lügen, die von Herzen kommen[16] (ZDF-Fernsehfilm)
- 2023: Silber und das Buch der Träume